# بورک (استان اشوی‌داشکسیه)
بورک (به لهستانی: Borek) یک منطقهٔ مسکونی در لهستان است که در گمینا ستوپنگتسا واقع شده‌است.